# Сотников, Сергей Викторович
Сергей Викторович Сотников (род. 13 июня 1983, Курск) — российский театральный и киноактёр, педагог по сценической речи в школе-студии МХАТ.

## Биография
Сергей родился 13 июня 1983 года в г. Курске.
В 2005 году окончил актерский факультет Школы-студии МХАТ на курсе Константина Райкина.
С 2002 года является актером театра «Сатирикон».
Преподаёт дисциплины «Актёрское мастерство» и «Сценическая речь» в Высшей школе сценических искусств Константина Райкина.
Женат, двое детей.

## Театральные работы

### Театр «Сатирикон» имени Аркадия Райкина
- «Страна любви» (2004—2008) — Лель, несколько ролей
- «Бальзаминов» — Устрашимов
- «Шантеклер» — Участник спектакля
- «Ай да Пушкин…» — Участник спектакля
- «Макбет» — 1-й солдат
- «Дурочка» — Учитель танцев, учитель грамоты, Мучачо с аккордеоном
- «Азбука артиста» — Участник спектакля
- «Ричард III» — Участник спектакля
- «Синее чудовище» — Дзелу
- «Маленькие трагедии Пушкина» —участник спектакля
- «Ромео и Джульетта» — режиссёр-педагог

### Театр Наций
- Фрида - Режиссёр

### Фильмография
- 2016 — Портрет любимого — Иван Леонардович
- 2015 — Тихий Дон — Евгений Листницкий
- 2014 — Екатерина — Иоанн
- 2014 — Слава — папа Славы в 1966 году
- 2013 — Кукловоды — Костя, игрок
- 2013 — Кухня — "отравленный" клиент
- 2013 — Любовь не делится на два — Глеб в молодости
- 2011 — Казнокрады — Костя
- 2010—2011 — Всё к лучшему — Артём
- 2010 — Новогодний детектив — Фролов
- 2010 — Интерны — Михаил Каногоров, жених с приступом язвы
- 2009 — Танки грязи не боятся — Саня Круглов
- 2008 — Взрослые игры — Антон
- 2007 — Защита против — Саша, друг Вадима
- 2006—2007 — Кто в доме хозяин? — Юрец
- 2006 — Аэропорт — Тимур
- 2005 — Самая красивая — студент
- 2005 — Адъютанты любви — Реджинальд Скотт

### Радио
- 2011 Д.Свифт Путешествие Гулливера. Радиоспектакль, аудиокнига.
- 2011 И. Д. Путилин — гений русского сыска. Радиоспектакль.